# Ieuan Gwyllt

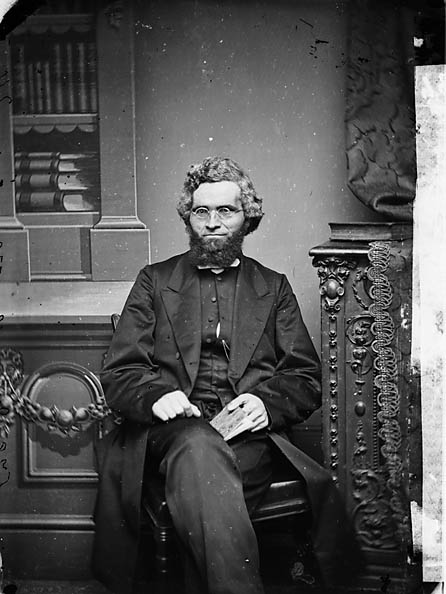
Ieuan Gwyllt, etwa 1875, porträtiert durch den walisischen Photographen John Thomas

Ieuan Gwyllt war der walisische Bardic name des walisischen Musikers und Pastors John Roberts (* 22. Dezember 1822; † 14. Mai 1877). Seinen Bardic name hatte er aus dem Pseudonym entwickelt, das er als Kind benutzte. Dieses hieß: Ieuan Gwyllt Gelltydd Melindwr ([⁠j⁠ɛɨan ɡʊɨɫt ɡɛɫtɨð mɛlɪnɗʊr] John von den wilden Wäldern bei dem Mill Tower). Er wurde in Tanrhiwfelen geboren, einem Haus außerhalb von Aberystwyth, und starb in Caernarfon. Beerdigt wurde er auf dem Friedhof von Caeathro nahe bei Caernarfon.

## Biografie
Am Anfang seiner Karriere versuchte Roberts an verschiedenen Stellen Fuß zu fassen. Zunächst arbeitete er als Angestellter einer Drogeriegesellschaft in Aberystwyth. Nach zwei Jahren begann er an der Skinner Street School zu unterrichten. Schon nach wenigen Monaten jedoch wechselte er an das Borough Road Training College in London, an dem er neun Monate blieb. 1845 kehrte er nach Aberystwyth zurück, wo er selbst eine Schule eröffnete. Neun Monate später versuchte er sich als Angestellter bei einem Rechtsanwalt, bei dem er sieben Jahre blieb. 1852 dann wurde er Assistant editor des Yr Amserau, einer walisischen Zeitschrift in Liverpool. Am 15. Juni 1856 predigte er das erste Mal in Runcorn und 1858 zog er nach Aberdare, wo er die Zeitschrift Y Gwladgarwr herausgab. Im folgenden Jahr heiratete er Jane Richards aus Aberystwyth. 1859 wurde er gebeten, Prediger der zur Presbyterian Church of Wales gehörenden Pant-tywyll-Kirche in Merthyr Tydfil zu werden. Am 7. August 1861 wurde er an der Newcastle Emlyn Association ordiniert.
Obwohl er seit seiner Jugend komponierte, dauerte es bis 1859, bis er Llyfr Tonau Cynulleidfaol veröffentlichte, eine Arbeit, die sechs Jahre in Anspruch genommen hatte. Damit begann eine neue Ära des walisischen Gemeindegesangs. Roberts initiierte eine Reihe von regionalen Musik-Festivals: Gwent and Morgannwg 1854, Gŵyl Eryri 1866 und Gŵyl Ardudwy 1868. In den 1870ern reiste er weit durch Wales und lehrte Cymanfa Ganu, die kongregationale Musik.
Von 1861 bis 1865 war er Herausgeber und Verleger der walisischen Zeitschrift Y Cerddor Cymreig („Der Walisische Musiker“), deren Herausgeber er bis 1873 blieb.
1864 erstellte er eine tonische Sol-fa-Edition seines eigenen Llyfr Tonau Cynulleidfaol und gründete 1869 die Cerddor y Tonic Solffa („Musiker in tonischem Sol-Fa“), die er bis 1874 herausgab. 1865 wurde er Prediger der Capel Coch Calvinistic Methodist church in Llanberis, wo er bis zu seiner Pensionierung 1869 blieb. Dann zog er nach Y Fron, Llanfaglan, bei Caernarvon. 1874 veröffentlichte er noch Sŵn y Jiwbili, ein Arrangement von Hymnen und Liedern von Moody und Sankey.
Roberts verfasste die Hymnen Mae d'eisiau, O mae d'eisiau (die englische Version „I Need Thee Every Hour“ wurde 1872 von Annie S. Hawks verfasst) und von Gwahoddiad („Einladung“; der englische Titel ist „I Am Coming, Lord“ bzw. „I hear Thy welcome voice“, geschrieben und komponiert 1872 von Lewis Hartsough).